# Tshela
Tshela är en ort i Kongo-Kinshasa, huvudort i territoriet med samma namn. Den ligger i provinsen Kongo-Central, i den västra delen av landet, 270 km väster om huvudstaden Kinshasa.